# Крозе (Ен)
Крозе (фр. Crozet) насеље је и општина у источној Француској у региону Рона-Алпи, у департману Ен (Рона-Алпи) која припада префектури Же.
По подацима из 2011. године у општини је живело 1913 становника, а густина насељености је износила 69,64 становника/km². Општина се простире на површини од 27,47 km². Налази се на средњој надморској висини од 541 метар (максималној 1.680 m, а минималној 463 m).

## Демографија
| 1962. | 1968. | 1975. | 1982. | 1990. | 2011. |
| ----- | ----- | ----- | ----- | ----- | ----- |
| 410   | 440   | 711   | 961   | 1.164 | 1.913 |

График промене броја становника у току последњих година